# Adwen
Adwen o Adwenna va ser una verge i santa cristiana de Cornualla del segle v. Apareix com a filla de Brychan, rei de Brycheiniog, al sud de Gal·les, en la cornuallesa Vida de Sant Nectan i en la col·lecció de llegendes de Cornualla de Robert Hunt. Estes fonts l'associen amb la fundació de la parròquia d'Advent a Cornualla.
A Cornualla, Adwen era tradicionalment la patrona dels enamorats. La seua festivitat se celebra el 6 de novembre.